# Liste des Italiens lauréats du prix Nobel
Cet article dresse la liste des personnalités italiennes ayant été récompensées par un prix Nobel.

## Prix Nobel de la paix
- 1907 : Ernesto Teodoro Moneta[1]

## Prix Nobel de chimie
- 1963 : Giulio Natta[2]

## Prix Nobel d'économie
- 1985 : Franco Modigliani[3]

## Prix Nobel de physique
- 1909 : Guglielmo Marconi[4]
- 1938 : Enrico Fermi[5]
- 1959 : Emilio Gino Segrè[6]
- 1984 : Carlo Rubbia[7]
- 2002 : Riccardo Giacconi[8]
- 2021 : Giorgio Parisi

## Prix Nobel de littérature
- 1906 : Giosuè Carducci[9]
- 1926 : Grazia Deledda[10]
- 1934 : Luigi Pirandello[11]
- 1959 : Salvatore Quasimodo[12]
- 1975 : Eugenio Montale[13]
- 1997 : Dario Fo[14]

## Prix Nobel de physiologie ou médecine
- 1906 : Camillo Golgi[15]
- 1957 : Daniel Bovet[16]
- 1969 : Salvador Luria[17]
- 1975 : Renato Dulbecco[18]
- 1986 : Rita Levi-Montalcini[19]
- 2007 : Mario Capecchi[20]